# Сузін Михайло Володимирович
Михайло Володимирович Сузін (нар. 15 травня 1957, село Вощатин, тепер Володимир-Волинського району Волинської області) — український радянський діяч, тракторист колгоспу «Комуніст» Володимир-Волинського району Волинської області. Депутат Верховної Ради УРСР 11-го скликання.

## Біографія
Освіта середня.
З 1975 року — тракторист колгоспу «Комуніст» Володимир-Волинського району Волинської області.
У 1975—1977 роках — служив у Радянській армії.
З 1977 року — тракторист колгоспу «Комуніст» Володимир-Волинського району Волинської області.
Потім — на пенсії в селі Вощатин Володимир-Волинського району Волинської області.

## Нагороди
- ордени
- медалі